# Odisseus Elitis
Odisseus Elitis (o Odisseas Elitis) (en grec: Οδυσσέας Ελύτης), pseudònim d'Odisseus Alepoudhelis, (Càndia, 1911 - Atenes, 1996) fou un poeta grec, guardonat amb el Premi Nobel de Literatura l'any 1979.

## Biografia
Va néixer el 2 de novembre del 1911 a la ciutat de Càndia, població situada a l'illa de Creta, fill d'uns descendents de Lesbos. Va estudiar dret a la Universitat d'Atenes, però posteriorment es traslladà a París per finalitzar els estudis de filologia.
Durant la Segona Guerra Mundial, lluità al costat de les tropes italianes, cosa que l'influí molt en la seva poesia posterior. Morí el 18 de març del 1996 a la ciutat d'Atenes.

## Obra literària
L'any 1935, inicià la seva activitat poètica publicant una sèrie de poemes en la revista Νέα Γράμματα (Nova Gramàtica), en què escriu uns versos que trenquen amb el classicisme arcaic que representaven els seus coetanis Orfanidis Carasutsas i Dimitrios Paparrigópoulos. Elytis utilitzà la seva poesia per a buscar el seu temps i la seva pròpia realitat mitjançant l'ús de la llengua demòtica, l'"idioma popular" del poble, igual que feren Dioníssios Solomós i Kostís Palamàs.

### Obra seleccionada
- 1940: Προσανατολισμοί (Orientacions)
- 1943: Ηλιος ο πρώτος, παραλλαγές πάνω σε μιαν αχτίδα (El primer sol)
- 1946: Άσμα ηρωικό και πένθιμο για τον χαμένο ανθυπολοχαγό της Αλβανίας (Cant heroic i fúnebre pel sotstinent caigut a Albània)
- 1959: Το άξιον εστί, traduït al català per Rubén Montañés (To Àxion Estí, Edicions El Magnànim, València, 1992)
- 1960: Έξη και μια τύψεις για τον ουρανό
- 1972: Το φωτόδεντρο και η δέκατη τέταρτη ομορφιά
- 1971: Ο ήλιος ο ηλιάτορας (El sol sobirà)
- 1972: Το Μονόγραμμα (Monograma)
- 1973: Τα Ρω του Έρωτα
- 1974: Τα Ετεροθαλή
- 1977: Σηματολόγιον
- 1978: Μαρία Νεφέλη (Maria Nefeli)
- 1982: Τρία ποιήματα με σημαία ευκαιρίας (Tres poemes sota una bandera de conveniència)
- 1984: Ημερολόγιο ενός αθέατου Απριλίου (Diari d'un abril invisible)
- 1987: Κριναγόρας (Krinagoras)
- 1988: Ο Μικρός Ναυτίλος (El petit mariner)
- 1991: Τα Ελεγεία της Οξώπετρας (Elegies d'Oxopetres)
- 1995: Δυτικά της λύπης

## Traduccions al català
- 1979 – Elitis, Odisseus. Edat del glauc record. Traducció d'Alexis Eudald Solà. Avui, (Barcelona) (19-10-1979).[1][2]
- 1980 – Elitis, Odisseus. Odisseus Elitis: presentació d'un poeta. Cinc poemes del llibre "Sol el primer". Traducció d'Alexis Eudald Solà. Zona Universitària, I (desembre 1979-gener 1980).[1][2]
- 1980 – Elitis, Odisseus. De l'Egeu i Hèlena. Traducció de dos poemes a càrrec d'Alexis Eudald Solà. Avui, (Barcelona) (30-10-1980).[1][2]
- 1988 – (Diversos autors). Set poetes neogrecs. Antologia. Traducció de Carles Miralles i Montserrat Camps. (inclou poemes d'O. Elitis). Les millors obres de la literatura universal / Segle XX, núm. 25. Barcelona: Edicions 62, 1988.[1]
- 1992 – Elitis, Odisseus. To "Axion Esti". Traducció, notícia preliminar i notes de Rubén Josep Montañés Gómez. València: Edicions Alfons el Magnànim, 1992.[1][2][3]
- 2022 – Elitis, Odisseus. Orientacions. Traducció i pròleg de Pau Sabaté. Barcelona: Godall Edicions. Isbn: 978-84-124557-1-7

https://godalledicions.cat/titols/orientacions/